# Fannia tundrarum
Fannia tundrarum är en tvåvingeart som beskrevs av Chillcott 1961. Fannia tundrarum ingår i släktet Fannia och familjen takdansflugor.
Artens utbredningsområde är Alaska. Inga underarter finns listade i Catalogue of Life.